# BMW 8 Серії (E31)
BMW E31 — 2-дверне 4-містне спортивне купе класу гран-турізмо баварського автовиробника BMW, 8-ї серії. Автомобіль випускався з 1989 по 1999 рік. Модель прийшла на зміну 6-ї серії в кузові E24. Машина повинна була скласти конкуренції моделям SL і купе S-класу від Mercedes-Benz. 8-ма серія не є прямим нащадком «шістки». Автомобілі 8-ї серії коштували набагато дорожче і мали кращі показники. Купе було розраховано на 4 пасажирів (2+2) на відміну від Mercedes-Benz SL, який був родстером.
8-серія була флагманом BMW. Вартість нової машини була близько 100 000 доларів.

## Історія

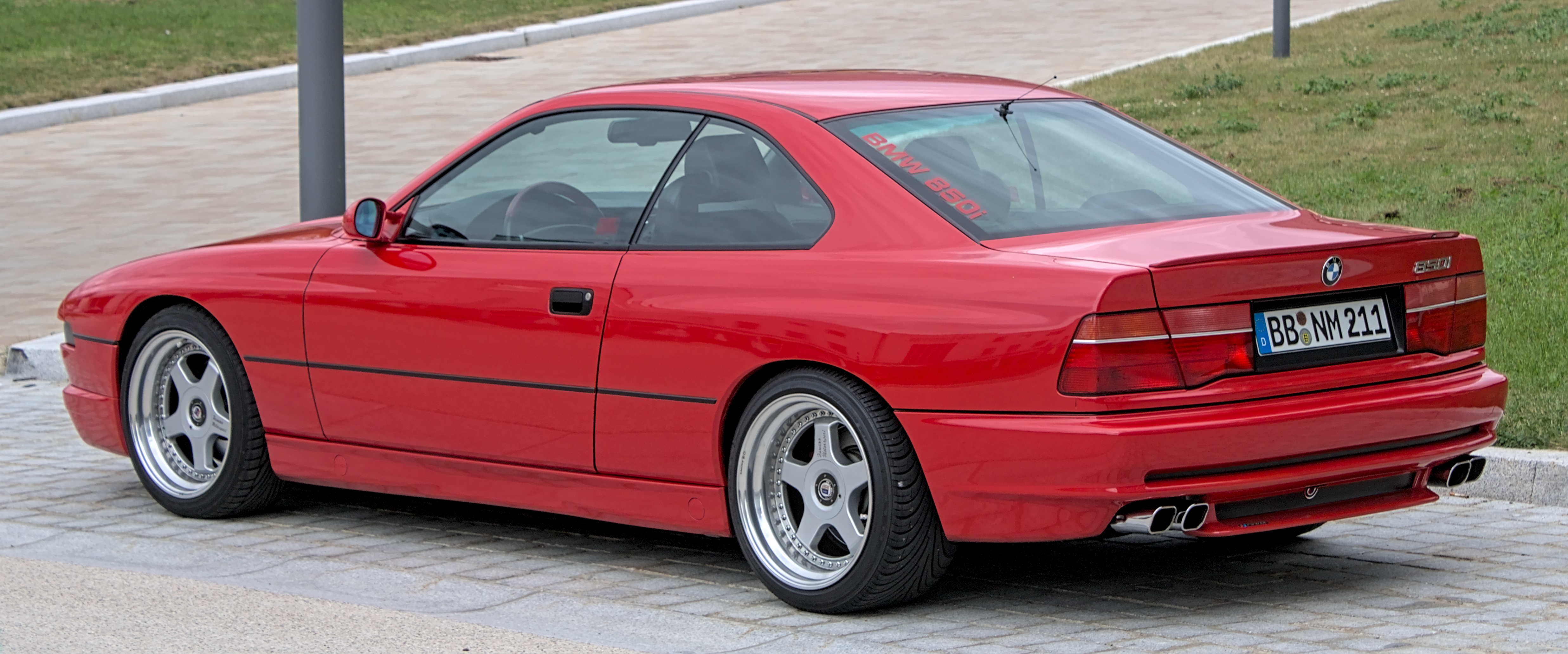
BMW 850i

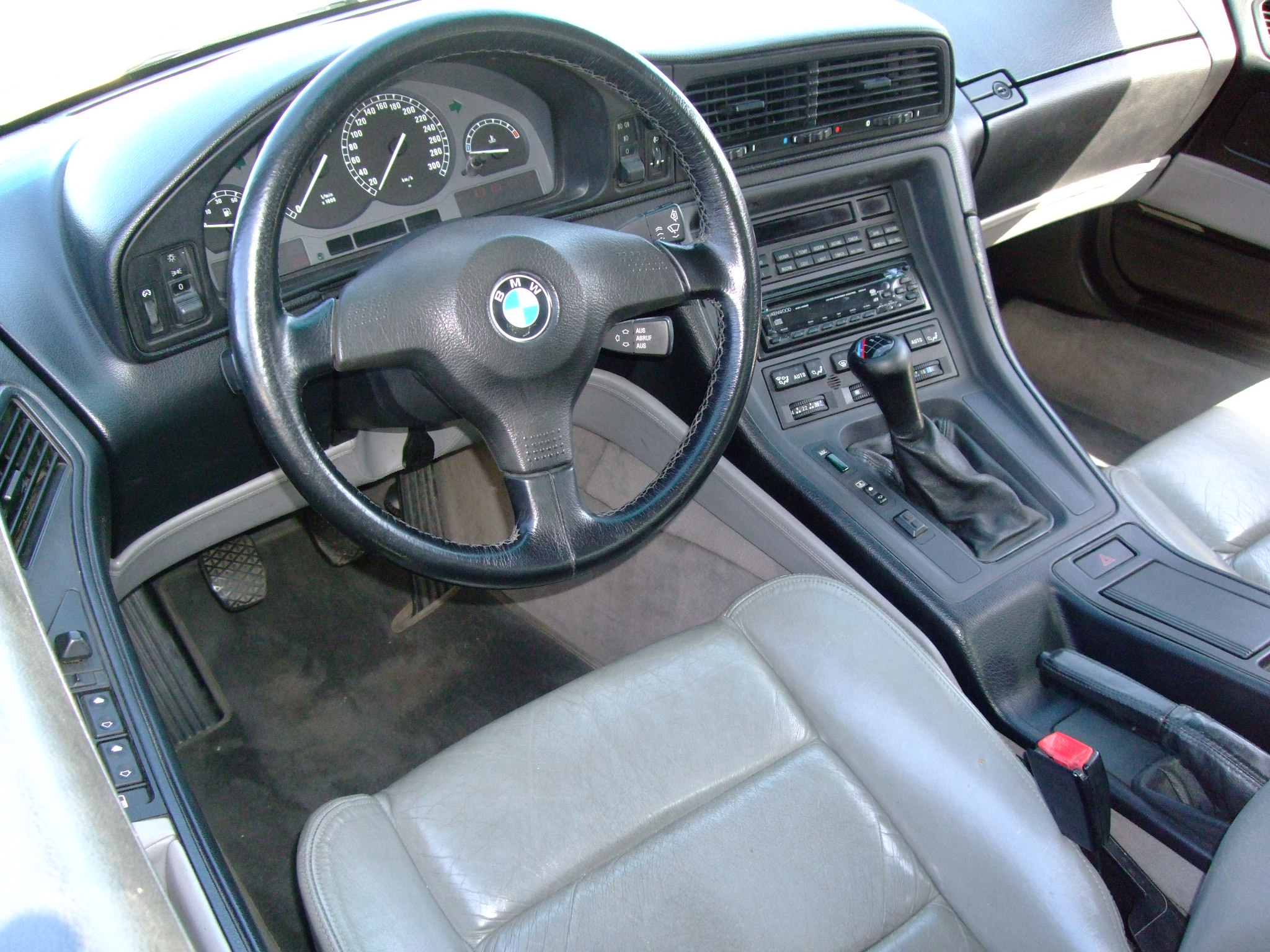
Салон BMW 850 Ci

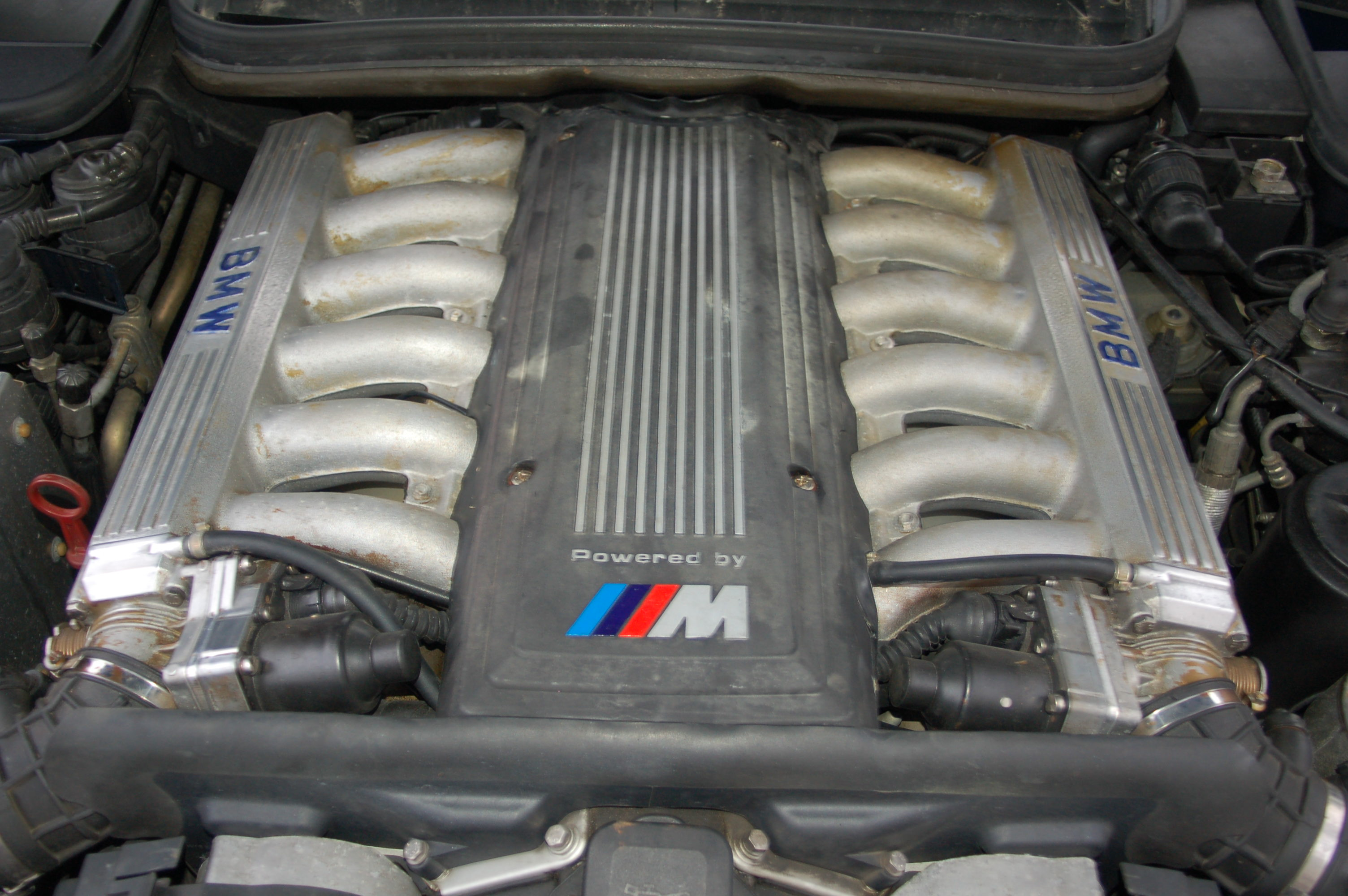
Двигун V12 від BMW 850i

Дизайн автомобіля почали розробляти в 1984 році. А в 1986 році почали будівництво машини. 8-а серія була представлена на початку вересня 1989 року на автосалоні у Франкфурті. Машина повинна була замінити на ринку 6-ту серію. Але при цьому різниця між моделями була велика, хоча обидві машини представляли собою клас «гран-турізмо» (GT). При розробці використовувалася аеродинамічна труба. Завдяки випробуванням в ній вдалося знизити коефіцієнт аеродинамічного опору до 0.29 (у «шістки» він був 0.39).
8-а серія була представлена з двигуном V12 і 6-ступінчастою механічною трансмісією. На ній також вперше була застосована електронна педаль газу.
Модель 850 стала першою, яка використала нову систему вмонтованих у сидіння пасків безпеки. Раніше паски кріпились до дверей або підлоги. Купе пропонувалось з подушкою безпеки для водія. У базу автомобіля входили: люк з електроприводом, сидіння з електроприводом і пам’яттю на декілька останніх позицій, бортовий комп’ютер, клімат-контроль, круїз-контроль, антиблокувальні гальма та високоякісна аудіосистема. Модель 850i отримала автоматичний контроль стабільності, який обмежував подачу потужності до задніх коліс при виявленні проковзування в момент прискорення. Більш того, як автомобіль зі спортивними амбіціями, BMW 8 Series оснащався активною кінематикою задньої осі AHK. Система забезпечувала гідравлічну підтримку задніх коліс.   
У США в період з 1990 по 1997 року було продано 7 232 машини. У Європі машина випускалася до 1999 року. Всього було випущено 30 621 автомобіль.

## Технічні характеристики
| Модель | Код двигуна | Об'єм    | Циліндри | Потужність                        | Крутний момент        | 0–100 км/год | Vмакс      | Роки виробництва | Виготовлено штук |
| ------ | ----------- | -------- | -------- | --------------------------------- | --------------------- | ------------ | ---------- | ---------------- | ---------------- |
| 830i   | M60B30      | 2997 см³ | 8        | 160 кВт (218 к.с.) при 5800 об/хв | 296 Нм при 4500 об/хв | –            | –          | 04/1992–12/1992  | 18               |
| 840i   | M60B40      | 3982 см³ | 8        | 210 кВт (286 к.с.) при 5800 об/хв | 400 Нм при 4500 об/хв | 7,0 с        | 250 км/год | 07/1993–02/1996  | 4728             |
| 840Ci  | M62B44      | 4398 см³ | 8        | 210 кВт (286 к.с.) при 5700 об/хв | 420 Нм при 3900 об/хв | 6,9 с        | 250 км/год | 01/1995–05/1999  | 3075             |
| 850i   | M70B50      | 4988 см³ | 12       | 220 кВт (300 к.с.) при 5200 об/хв | 450 Нм при 4100 об/хв | 6,8 с        | 250 км/год | 05/1989–12/1992  | 20072            |
| 850Ci  | M70B50      | 4988 см³ | 12       | 220 кВт (300 к.с.) при 5200 об/хв | 450 Нм при 4100 об/хв | 6,8 с        | 250 км/год | 01/1993–10/1994  | 20072            |
| 850Ci  | M73B54      | 5379 см³ | 12       | 240 кВт (326 к.с.) при 5000 об/хв | 490 Нм при 3900 об/хв | 6,3 с        | 250 км/год | 02/1994–05/1999  | 1218             |
| 850CSi | S70 B56     | 5576 см³ | 12       | 280 кВт (380 к.с.) при 5300 об/хв | 550 Нм при 4000 об/хв | 6,0 с        | 250 км/год | 08/1992–11/1996  | 1510             |

1. ↑  тільки як прототипи
2. 1 2 3 4 5 6  обмежено електронікою
3. ↑  з АКПП